# Lewis Libby

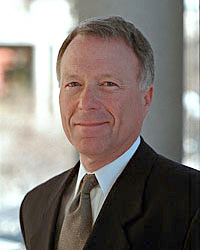
Lewis (Scooter) Libby

Irving Lewis (Scooter) Libby jr. (New Haven (Connecticut), 22 augustus 1950) is een Amerikaanse advocaat en voormalig federaal ambtenaar.
Libby was stafchef en assistent voor nationale veiligheidszaken van de Amerikaanse vicepresident Dick Cheney. Als zodanig verkreeg hij bekendheid door zijn veroordeling in 2007 in het Plamegate-schandaal. 

## Levensloop
Libby studeerde in 1972 af in de politieke wetenschappen aan de Yale-universiteit en in 1975 in de rechten aan de Columbia-universiteit. Hij begon zijn carrière als advocaat in Philadelphia, een baan die hij te danken had aan Paul Wolfowitz, een bevriende professor van Yale en sinds medio 2007 voormalig president van de Wereldbank. In 1981 begon Libby voor Wolfowitz te werken op het ministerie van Binnenlandse Zaken. Van 1985 tot 1989 werkte hij als zelfstandig advocaat en in 1989 ging hij weer bij Wolfowitz aan de slag, ditmaal op het Pentagon. 
In 1992 schreef hij samen met Wolfowitz Defense Planning Guidance voor toenmalig minister van Defensie Dick Cheney en was hij een van de oprichters van het Project for the New American Century, een neoconservatieve denktank. In 2000 werd hij verkiezingsadviseur van Dick Cheney en in 2001 assistent van president George W. Bush alsook stafchef en veiligheidsadviseur van vicepresident Cheney. In de wandelgangen werd hij "Dick Cheney's Dick Cheney" genoemd. Hij gold als een prominent figuur binnen de pro-Israëllobby.

### Plamegate-schandaal
Op 28 oktober 2005 nam Libby ontslag, enkele uren nadat hij een dagvaarding had ontvangen om vanwege vijf strafbare feiten voor een jury te verschijnen. Hij werd verdacht van het liegen onder ede, het opmaken van valse verklaringen en het tegenwerken van het onderzoek in de zaak Plame. Indien hij zou worden veroordeeld zou hij tot dertig jaar gevangenisstraf kunnen krijgen alsook een boete oplopend tot 1,25 miljoen dollar tegemoet kunnen zien. Hiermee was hij het eerste lid van het Witte Huis dat in 130 jaar tijd werd vervolgd voor zijn daden in functie. Op 16 januari 2007 begon de rechtszaak tegen Libby. Op 9 februari schreef The National Journal dat Libby een verklaring tegenover de jury had afgelegd dat hij van een superieur een autorisatie had om geheime informatie te lekken. 
Op 6 maart 2007 bevond de jury hem schuldig aan het plegen van meineed en het blokkeren van de rechtsgang. De rechter veroordeelde hem op 5 juni op grond daarvan tot een gevangenisstraf van twee en een half jaar plus een boete van 250.000 dollar. President Bush schold op 2 juli Libby zijn gevangenisstraf kwijt, wel moest hij nog zijn boete betalen en kreeg hij twee jaar voorwaardelijke gevangenisstraf. Deze kwijtschelding die geen gratie behelsde, werd Bush niet in dank afgenomen. Conservatieve Republikeinen hadden wel gehoopt op gratie, de Democraten daarentegen uitten felle kritiek op de kwijtschelding. Onder meer ex-president Bill Clinton (ook een Democraat) vond dit geen correcte handelwijze waar het Witte Huis op reageerde door te zeggen dat Clinton in zijn hoedanigheid als president vaak gratie had verleend, onder andere aan de in opspraak geraakte zakenman Marc Rich. Hillary Clinton, echtgenote van Bill Clinton en Democratisch kandidate voor de Amerikaanse presidentsverkiezingen van 2008, wees erop dat Libby in opdracht van Cheney en wellicht ook in opdracht van Bush had gehandeld en dat daarom deze vergelijking mank zou gaan. President Donald Trump verleende Libby alsnog gratie op 13 april 2018.
- Bibsys: 14036614
- Gemeinsame Normdatei: 113749736X
- International Standard Name Identifier: 0000 0001 2023 3432
- Library of Congress Control Number: nr96034241
- Nationale Bibliotheek van Tsjechië: jx20110630012
- Nationale Bibliotheek van Israël: 987007442857405171
- SNAC: w61k1619
- Virtual International Authority File: 31897493
- WorldCat: E39PBJhRCgPTFYKwY3BJ3YV9jC